# Norwood (Louisiane)
Pour les articles homonymes, voir Norwood.
Norwood est un village de la paroisse de Feliciana Est, dans l'État de Louisiane, aux États-Unis,. En 2020, il compte une population de 279 habitants.

## Démographie
Lors du recensement de 2010, la ville comptait une population de 322 habitants, tandis qu'en 2020, elle s'élève à 279 habitants.